# Devdatta Nage
 (juin 2023).
La mise en forme du texte ne suit pas les recommandations de Wikipédia : il faut le « wikifier ».
Les points d'amélioration suivants sont les cas les plus fréquents. Le détail des points à revoir est peut-être précisé sur la page de discussion.
- Les titres sont pré-formatés par le logiciel. Ils ne sont ni en capitales, ni en gras.
- Le texte ne doit pas être écrit en capitales (les noms de famille non plus), ni en gras, ni en italique, ni en « petit »…
- Le gras n'est utilisé que pour surligner le titre de l'article dans l'introduction, une seule fois.
- L'italique est rarement utilisé : mots en langue étrangère, titres d'œuvres, noms de bateaux, etc.
- Les citations ne sont pas en italique mais en corps de texte normal. Elles sont entourées par des guillemets français : « et ».
- Les listes à puces sont à éviter, des paragraphes rédigés étant largement préférés. Les tableaux sont à réserver à la présentation de données structurées (résultats, etc.).
- Les appels de note de bas de page (petits chiffres en exposant, introduits par l'outil «  Source ») sont à placer entre la fin de phrase et le point final[comme ça].
- Les liens internes (vers d'autres articles de Wikipédia) sont à choisir avec parcimonie. Créez des liens vers des articles approfondissant le sujet. Les termes génériques sans rapport avec le sujet sont à éviter, ainsi que les répétitions de liens vers un même terme.
- Les liens externes sont à placer uniquement dans une section « Liens externes », à la fin de l'article. Ces liens sont à choisir avec parcimonie suivant les règles définies. Si un lien sert de source à l'article, son insertion dans le texte est à faire par les notes de bas de page.
- La présentation des références doit suivre les conventions bibliographiques. Il est recommandé d'utiliser les modèles {{Ouvrage}}, {{Chapitre}}, {{Article}}, {{Lien web}} et/ou {{Bibliographie}}. Le mode d'édition visuel peut mettre en forme automatiquement les références.
- Insérer une infobox (cadre d'informations à droite) n'est pas obligatoire pour parachever la mise en page.

Pour une aide détaillée, merci de consulter Aide:Wikification.
Si vous pensez que ces points ont été résolus, vous pouvez retirer ce bandeau et améliorer la mise en forme d'un autre article.
Pour les articles homonymes, voir Nage.
Devdatta Nage (né le 5 février 1981) est un acteur indien. Il est devenu célèbre après avoir joué le rôle de Lord Khandoba dans la série Zee Marathi : Jai Malhar.

## Carrière
Il fait ses débuts à la télévision avec la série Veer Shivaji de Colors TV dans laquelle il interprète le rôle de Tanaji Malusare. Il a également été vu dans Laagi Tujhse Lagan de Colors TV.
On le voit dans la populaire série Devyani de Star Pravah dans laquelle il a joué le rôle de Samratrao Vikhe Patil. Mais il est surtout connu pour la série Jai Malhar de Zee Marathi dans laquelle il a interprété Lord Khandoba . Il est également apparu dans d'autres series Marathi comme Mrutyunjay Karnachi Amargatha, Kalay Tasmay Namah ou bien encore Bajirao Mastani. Sa pièce commerciale est Ek Mau Char Bhau.[réf. nécessaire]
Il a commencé sa carrière dans l'industrie cinématographique Marathi à travers le film Sangharsh en 2014. Ses débuts dans Bollywood étaient Once Upon a Time in Mumbai Dobaara en 2013 et Satyameva Jayate en 2018. En 2020, il apparaît dans le film bollywoodien Tanhaji: The Unsung Warrior dans lequel il interprète le rôle de Suryaji Malusare.
Il fait son grand retour sur le petit écran après 2 ans avec la série « Dr. Don » qui est diffusée sur la chaîne Zee Yuva,. En 2023, il a joué le premier rôle de Lord Hanuman dans le film Adipurush d' Om Raut.

## Vie privée
Nage est originaire d'Alibag du district de Raigad, Maharashtra en Inde. Il vit à Mumbai et a épousé Kanchan Nage.

## Filmographie

### Films
| Année | Titre                               | Rôle                       | Langue         | Ref.   |
| ----- | ----------------------------------- | -------------------------- | -------------- | ------ |
| 2014  | Sangharsh                           | Avinash Waghmar            | Marathe        | [ 11 ] |
| 2014  | Il était une fois à Mumbai Dobara ! | Policier                   | hindi          |        |
| 2018  | Satyameva Jayate                    | Inspecteur Shankar Gaikwad | hindi          | [ 12 ] |
| 2020  | Tanhaji                             | Suryaji Malusare           | hindi          | [ 13 ] |
| 2023  | Adipurush                           | Bajrang                    | hindi télougou | ,      |

### Télévision
| Année     | Titre              | Rôle                  | Ref./Remarques         |
| --------- | ------------------ | --------------------- | ---------------------- |
| 2011      | Veer Shivaji       | Tanaji Malusaré       | Débuts à la télévision |
| 2011      | Laagi Tujhse Lagan |                       |                        |
| 2013-2014 | Devyani            | Samratrao Vikhe-Patil |                        |
| 2014–2017 | Jai Malhar         | Seigneur Khandoba     | Mener                  |
| 2020–2021 | Docteur Don        | Enquête Dadasaheb     |                        |
| 2022–2023 | Jeev Majha Guntala | Tushar Desai          | ,                      |

## Récompenses et nominations
| Année | Catégorie       | Série      | Rôle     | Résultat | Réf.   |
| ----- | --------------- | ---------- | -------- | -------- | ------ |
| 2014  | Meilleur acteur | Jai Malhar | Khandoba | Nommé    | [ 18 ] |
| 2015  | Meilleur acteur | Jai Malhar | Khandoba | Gagné    | [ 19 ] |
| 2016  | Meilleur acteur | Jai Malhar | Khandoba | Nommé    | [ 20 ] |